# Correo de Galicia (Buenos Aires)

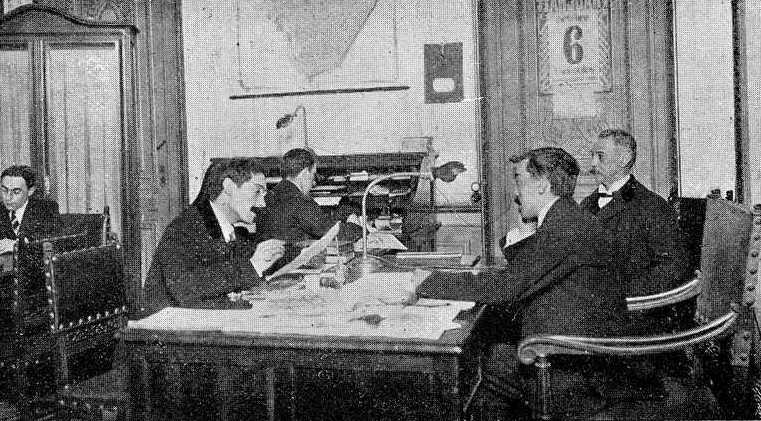
Redacción de Correo de Galicia, 1910.

Correo de Galicia fue un periódico gallego editado en Buenos Aires entre 1898 y 1965.

## Historia y características
Atravesó varias etapas:
- La primera, fundado y dirigido por Fortunato Cruces, de periodicidad semanal, apareció en 1898.
- La segunda, entre 1899 y 1900, dirigido por Juan González Montenegro, con Fortunato Cruces como secretario de redacción y Ángel Aguirre del Río como administrador.
- La tercera y más conocida, entre 1908 y 1945, fundado por José Ramón Lence y José Vázquez Romaguera, y dirigido por el propio Lence, siendo Vázquez Romaguera el administrador. Apareció el 22 de marzo de 1908 con el subtítulo Órgano de la colectividad gallega en la República Argentina.

Se trataba de una publicación de información general, bilingüe, con predominio del castellano, que recogió las actividades de las diferentes instituciones de emigrantes y las noticias relacionados con la colectividad gallega en el ámbito del Río de la Plata. Asumió posturas galleguistas e incluso republicanas durante la dictadura de Primo de Rivera, hasta tomar postura en 1936 a favor del bando "nacional". En 1945 pasó a denominarse Nuevo Correo y fue dirigido por Braulio Díaz Sal, y más adelante se convierte en el Faro de España.
Entre sus colaboradores destacaron: Manuel Casas, Basilio Álvarez, Xavier Bóveda, Ramón María del Valle-Inclán, Aurelio Ribalta, Emilia Pardo Bazán, Eduardo Blanco Amor y Julio Camba.
- Una cuarta etapa, en la que reapareció en 1965 dirigido por Perfecto López Romero.